# Queen and Country
Queen and Country (Pela Rainha (título em Portugal) ou Rainha e País (título no Brasil)) é um filme de drama britânico realizado por John Boorman. Foi selecionado para ser exibido como parte da seção Quinzena dos Realizadores no Festival de Cannes, em 20 de maio de 2014. O filme é uma sequela de Esperança e Glória, também realizado por John Boorman, em 1987, que foi indicado ao Óscar de melhor filme. O filme foi lançado no Reino Unido em 8 de maio de 2015, em Portugal o lançamento do filme aconteceu em 9 de abril de 2015 e no Brasil em 26 de junho do mesmo ano.

## Argumento
O filme segue Bill Rohan, o alter ego de John Boorman, dez anos após os acontecimentos de Esperança e Glória, onde ele realiza o treinamento básico para a Guerra da Coreia.

## Elenco
- Callum Turner como Bill Rohan
- Vanessa Kirby como Dawn Rohan
- David Thewlis como Bradley
- Richard E. Grant como Major Cross
- Caleb Landry Jones como Percy
- Tamsin Egerton como Ophelia
- Sinéad Cusack como Grace Rohan
- David Hayman como Clive Rohan
- Brían F. O'Byrne como RSM Digby
- Pat Shortt como Redmond
- John Standing como George